# Всероссийское объединение болельщиков
Общероссийское общественное движение «Всероссийское объединение болельщиков» — российская общественная организация, объединявшая спортивных болельщиков, в основном футбольных. Однако в организацию входят болельщики хоккея, баскетбола, волейбола, хоккея с мячом и других игровых видов спорта. Расформировано в 2016 году.

## История
ВОБ был создан 25 мая 2007 года на конференции, которая прошла в здании Олимпийского комитета России. Создателями ВОБ стали Александр Шпрыгин, Андрей Малосолов и Валерий Пузанов.
- Шпрыгин, известный в мире футбольных фанатов как «Каманча», до этого возглавлял фан-клуб ФК «Динамо» Москва и был одним из инициаторов неудачного проекта Московского объединения болельщиков.
- Андрей Малосолов являлся самым известным фанатским идеологом, создателем советской и российской фан-журналистики, в частности журнала «Русский Фан-вестник», крупной фигурой в движении болельщиков ЦСКА. На момент создания ВОБ работал пресс-атташе Российского футбольного союза, активно раскручивая новый проект в СМИ.
- Валерий Пузанов возглавлял и возглавляет владимирское объединение болельщиков, имеет опыт работы в ЛДПР, активно продвигал идею создания Всероссийского объединения болельщиков среди болельщицких масс.

25 июня Шпрыгин был избран президентом, Малосолов — вице-президентом ВОБ. Пузанов позднее вошёл в центральный совет организации. Большую помощь в создании ВОБ оказал тогдашний президент РФС Виталий Мутко, несмотря на активное противодействие проекту со стороны милиции и даже советника главы РФС по безопасности Николая Сорокина. Поговаривают, что и Мутко долго сомневался в необходимости создания общественной организации фанатов, имеющих в России неоднозначную репутацию из-за большого количества группировок футбольных хулиганов (на фанатском сленге — «фирм») и даже чуть не уволил Малосолова, активно лоббировавшего в РФС данный проект. Однако после некоторых раздумий Мутко стал активно помогать организации и привлекать её к работе с национальной и другими сборными России. Уже в ранге министра спорта Виталий Мутко по прежнему сотрудничает с ВОБ.
В июле 2016 года Виталий Мутко заявил об исключении ВОБ из РФС. Сентябрьская отчетно-выборная конференция РФС исключила ВОБ в связи с «нарушением норм этики». После этого Шпрыгин заявил о приостановке деятельности ВОБ.

## Цели и задачи
ВОБ создан в целях отстаивания прав болельщиков, как главных потребителей футбола и спорта, а также для объединения болельщиков разных клубов вокруг национальных сборных России, пропаганды и развития спорта и здорового образа жизни. Кроме того, организация, спустя несколько лет, заявила о своем потенциале в области спортивного маркетинга, работы с болельщиками, стюардами и волонтерами, изучения общественного мнения, медиа технологий в области спорта и фанатского движения. ВОБ активно участвует в общественных дискуссиях и процедурах, конференциях, выступает на страницах СМИ. По своей сути ВОБ является профсоюзом фанатов, движения, возникшего в СССР в 1974 году и объединяющего сотни тысяч людей вокруг своих клубов.

## Структура
Основа движения — региональные и местные отделения движения. Высший орган управления движением — конференция участников. Делегаты Конференции представляют региональные отделения ВОБ. По состоянию на февраль 2012 года в состав ВОБ входили 63 региональных отделения, представляющих различные субъекты федерации. В соответствии с ограничениями законодательства, в одном субъекте федерации может быть зарегистрировано и действовать только одно региональное представительство ВОБ.

## ВОБ и сборная России
Несмотря на то, что 17 августа 1998 года (в день финансового дефолта РФ) основные движения страны — ЦСКА и «Спартака» объявили о всероссийском нейтралитете всех болельщиков на матчах сборной России (одним из инициаторов был Андрей Малосолов), ВОБу удалось сделать почти невозможное — объединить вокруг сборной России все враждующие между собой группировки фанатов. Представители ЦСКА, «Спартака», « Торпедо», «Зенита», «Локомотива» и других клубов на играх сборной сидели вместе и поддерживали команду песнями, речёвками (шизой) и перфомансом (красочным представлением на трибунах с помощью флагов, баннеров и модулей из картона или полиэтилена). Огромный вклад в развитие этого процесса внесли члены центрального совета Сергей Савченко (от «Локомотива»), Иван Катанаев (талантливый организатор, объединивший все «фирмы» «Спартака» в одно целое вокруг объединения «Фратрия»), Максим Коротин (ключевая фигура на трибунах и «околофутболе» (в хулиганских «фирмах»), замруководителя Клуба любителей спорта движения ЦСКА), Александр Алеханов (от «Зенита»). Куратором по молодёжным сборным был представитель ФК «Москва» и «Торпедо» Москва Василий Петраков. Малосолов отвечал за связь со СМИ и РФС. Шпрыгин руководил организацией и успешно вел переговоры с органами власти и спортивными чиновниками.
РФС доверял ВОБ, выделяя организации от 7 до 22 тысяч льготных билетов на каждый матч сборной России. За это ВОБ часто критиковали СМИ, полагая, что распределение билетов является кормушкой болельщиков. Свою квоту ВОБ получает также на матчи сборной за рубежом и на ЧЕ и ЧМ.

## Акции ВОБ
Первой масштабной акцией ВОБ стал грандиозный перфоманс на матче Россия — Англия 17 октября 2007 года. ВОБ окрасило с помощью модулей[чего?] весь стадион «Лужники» в цвета флага РФ, а на трибуне С растянули 110-метровый флаг России с изображением медведя, фирменного знака ВОБ. Флаг весил более 500 кг, обошёлся в 1,5 млн рублей, его растягивало более 100 человек. Флаг вошёл в книгу рекордов Гиннесса.
Практически на каждом матче сборной России в России и за рубежом ВОБ организовывал красочные перфомансы и слаженную поддержку, меняя исторические поводы на каждый конкретный матч. Например, на матче с Швецией на ЧЕ-2008 (18 июня 2008 года) на трибуне было развернуто изображение Петра Первого, победителя шведов в Полтавском сражении в XVIII веке. На матче с Германией 10 октября 2009 года — изображение Родины-Матери, с Голландией в 1/4 финала Евро 2008 — баннер-насмешка над свободными нравами голландцев (в частности, над курением марихуаны и гей-движением) и т. д. При этом ВОБ тепло поддерживало главного тренера сборной, голландца Гуса Хиддинка, адресуя ему оригинальные плакаты.
ВОБ проводило многочисленные футбольные матчи болельщиков, всероссийский турнир «Забей гол, фанат!». ВОБ стало головной болью для спортивных чиновников и представителей правоохранительных органов, поскольку постоянно доводило до сведения общественности и властных структур о случаях ущемления прав болельщиков, недостаточной готовности российских стадионов на предмет проведения матчей и обеспечения безопасности. В ответ правоохранители обвиняли ВОБ в нежелании бороться с отдельными случаями хулиганства на трибунах и обвиняли ряд движений в экстремизме.

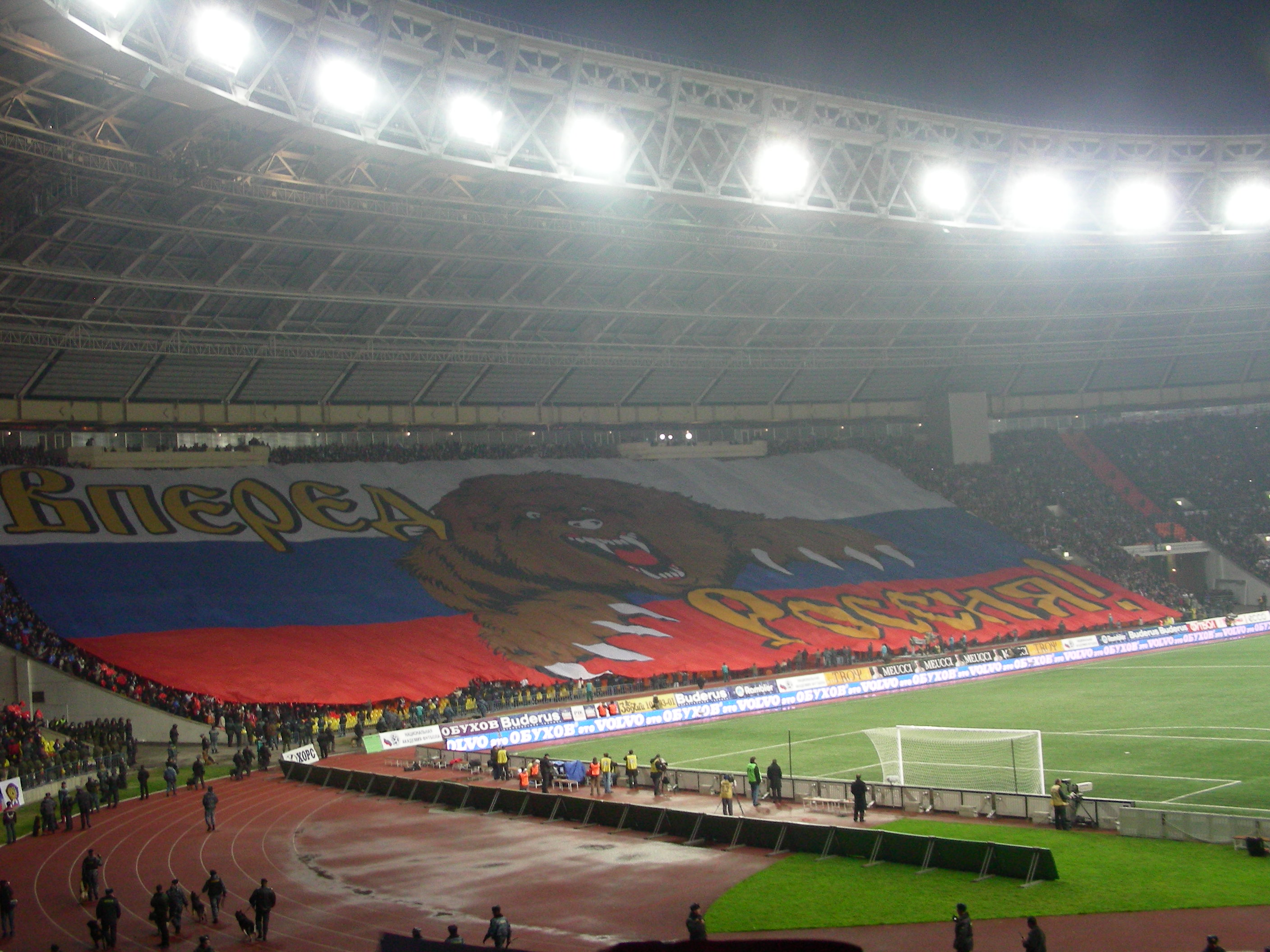
Огромный 130 на 80 м баннер, который считается крупнейшим в мире, на отборочном матче перед Евро-2008 против Англии в Лужниках, Москва.